# 高部義信
高部 義信（たかべ よしのぶ、1907年12月18日 - 1995年3月11日）は、日本の英語雑誌編集者、英語学者。
神戸市生まれ。1931年東京帝国大学法学部政治学科卒、機械輸入会社勤務、電気学校夜間部講師、1935年研究社に入り『英語研究』主筆となる。太平洋戦争では暁部隊に編入され沖縄から帰還。『英語研究』を改題した『時事英語研究』を創刊し初代編集長となる。73年退職、研究社顧問。叔父は囲碁棋士の高部道平。

## 著書
- 『時事英語』研究社学生文庫 1952
- 『国際文通の書き方と実例』研究社中学英語叢書 1953
- 『時事英文解釈研究』研究社時事英語ライブラリー 1956
- 『米語スラング』研究社 時事英語シリーズ 1964
- 『新語情報』研究社出版 1970
- 『アメリカ新語辞典』研究社出版 1978

### 編纂
- 『時事英語年鑑』編 研究社 1941-43
- 『研究社米語辭典』編纂 研究社 1946
- 『米語ハンドブック』編 研究社英語小辞典シリーズ 1963

### 翻訳・注釈
- 『研究社時事英語叢書 第2 トーキー台本研究「ト[ヴァ]-リッチ」』研究社 1938
- 『研究社時事英語叢書 第4 時事漫画漫文研究』訳編　研究社 1939
- 『ニューヨーク・タイムス社説選』註釈 研究社出版 1958
- 『アメリカ新聞社説選』註釈 研究社出版 1959
- 『アメリカ新聞論説・漫画集』Jefferson D.Yohn  編集訳註 研究社時事英語ライブラリー　1961